# قها للصناعات الكيماوية
شركة قها للصناعات الكيماوية أو مصنع 270 الحربي هي شركة مساهمة حكومية مصرية، إحدى شركات الهيئة القومية للإنتاج الحربي التابعة لوزارة الدولة للإنتاج الحربي، أنشأت سنة 1956 في مدينة قها بمحافظة القليوبية على مساحة 88 فدان، بهدف تغطية احتياجات القوات المسلحة المصرية من الأسلحة والذخيرة.

## منتجات الشركة
- بطاريات السيارات.[3]
- الدراجات الهوائية.[4]
- عدادات الكهرباء، المياه، والغاز الطبيعي.
- مكونات محطات معالجة المياه والصرف الصحي.

## وصلات خارجية
- الموقع الرسمي للشركة.